# 赛涅
赛涅（法語：Saignes，法語發音：[sɛɲ]）是法国康塔尔省的一个市镇，位于该省西北部，属于莫里亚克区。

## 地理
赛涅（45°20'5"N, 2°28'45"E）面积6.81 平方千米，位于法国奥弗涅-罗讷-阿尔卑斯大区康塔爾省，该省份为法国中南部省份，位于法國中央高原中心，北起科雷兹省、上盧瓦爾省和多姆山省，西接洛特省和科雷兹省，南至阿韦龙省和洛特省，东临上盧瓦爾省和洛泽尔省。
与赛涅接壤的市镇（或旧市镇、城区）包括：勒蒙泰伊、索瓦、沃布雷、伊德。

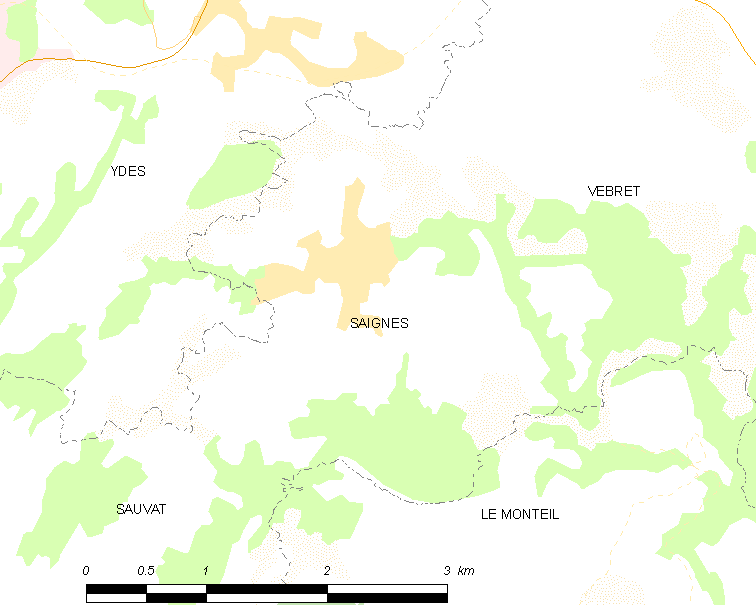
赛涅的OSM定位图

赛涅的时区为UTC+01:00、UTC+02:00（夏令时）。

## 行政
赛涅的邮政编码为15240，INSEE市镇编码为15169。

## 政治
赛涅所属的省级选区为伊德县。

## 人口

1962-2008年间赛涅人口变化图示

赛涅于2022年1月1日时的人口数量为821人。